# Klutina River
Der Klutina River ist ein etwa 104 Kilometer langer rechter Nebenfluss des Copper River im Süden des US-Bundesstaats Alaska.

## Flusslauf
Er bildet den Abfluss des 1,6 Kilometer langen auf etwa 800 m Höhe gelegenen Gletscherrandsees des Klutina-Gletschers an der Nordflanke der Chugach Mountains. Von dort fließt er nordnordostwärts und mündet nach knapp 30 Kilometern in das südliche Ende des Klutina Lakes. Diesen verlässt er wieder an dessen nordöstlichem Ende und fließt weitere 35 Kilometer bis zu seiner Mündung in den Copper River, rund 20 Kilometer südöstlich von Glennallen bei Copper Center. Der Richardson Highway überquert den Klutina River einen Kilometer oberhalb dessen Mündung.
Das Einzugsgebiet des Klutina River umfasst 2302 km². Der mittlere Abfluss an der Mündung beträgt 48 m³/s. Die höchsten monatlichen Abflüsse treten während der Schnee- und Gletscherschmelze in den Monaten Juni bis August auf.

## Wildwasser und Angeln
Der Unterlauf des Klutina River bietet Wildwasser der Schwierigkeitsgrade III und IV für Kajakfahrer und zum Rafting. Gewöhnlich werden die unteren 6,5 oder die unteren 22 Flusskilometer befahren.
Im Fluss lassen sich folgende Fischarten fangen: Königslachs von Juli bis Anfang August, Rotlachs von Juni bis Ende August, Dolly-Varden-Forelle, Arktische Äsche und Regenbogenforelle von Juni bis Ende Oktober.

## Namensgebung
Die Bezeichnung der Ureinwohner Alaskas für den Fluss, Khlu ti-na („Gletscher-Fluss“), wurde 1885 von Henry Tureman Allen dokumentiert, der die Schreibweise Klatena verwendete.